# Татари в Україні
Тата́ри в Украї́ні — одна з національних меншин, що проживають на території сучасної України. Сучасні татари в Україні — нащадки волзьких татар, проживають переважно у Східній Україні, Донецькій, Луганській та Харківській областях.

## Історія татар України
Наприкінці XIX і на початку XX ст. на землі Східної України в умовах швидкого промислового розвитку колишніх земель Війська Запорізького і Донського на землі Донеччини, Луганщини та Харківщини з Поволжя переселяється багато татар, предків багатьох сучасних українських татар Східної та Центральної України (крім Криму).
В 1920 р. у м. Харкові при Наркомосвіті було утворено татарську секцію у складі Ради нацменшин, яка докладала всіх зусиль для підняття рівня освіти та культури серед татар України, зокрема серед татар Донбасу: на початку 1928 р. у Донбасі було 28 шкіл, 5 клубів, 2 бібліотеки.
Загальна кількість газет і журналів татарською мовою протягом 1905—1925 рр. становила 301 назву, водночас за цей самий період іншими тюркськими мовами в колишньому СРСР видавалося: азербайджанською — 80, узбецькою — 62, кримськотатарською — 14, туркменською — 10, турецькою — 7. Загальна кількість видань становила 534 назви.
В 1930-х роках у зв'язку з підсиленням централізаторської політики тодішнього керівництва СРСР відбулося масове закриття культурних осередків народів СРСР і України, зокрема татарського і українського.
Попри те, що ці люди проживають в різних регіонах України, інколи мають змішане татаро-українське походження, спілкуються різними мовами (татарська, українська, російська) їх об'єднує спільна історична пам'ять про предків, які називалися татарами, сповідували іслам і спілкувалися татарською мовою, так само як значна культурна спадщина у вигляді унікальних звичаїв і народної творчості.

## Чисельність
Кількість татар за переписами:
- 1926 — 22 281
- 1939 — 55 456
- 1959 — 61 334
- 1970 — 72 658
- 1979 — 83 906
- 1989 — 86 875
- 2001 — 73 304

Регіони України за кількістю татар у 2001 р.:
- Донецька область — 19161
- Крим — 11090
- Луганська область — 8543
- Запорізька область — 5177
- Херсонська область — 5353
- Харківська область — 4198
- Дніпропетровська область — 3835
- Одеська область — 2640
- Севастополь — 2512
- Київ — 2451
- Миколаївська область — 1255

За переписом 2001 р. татари були третім за чисельністю народом (після українців і росіян) у містах Макіївка, Мирноград Донецької області, Антрацит Луганської області, а також у Генічеському та Новотроїцькому районах Херсонської області.

## Мова
Рідна мова татар України за переписами
|            | 1970   | 1979   | 1989   | 2001   |
| ---------- | ------ | ------ | ------ | ------ |
| татарська  | 57,3 % | 55,9 % | 48,9 % | 35,2 % |
| російська  | 41,0 % | 42,6 % | 49,0 % | 58,7 % |
| українська | 1,6 %  | 1,4 %  | 1,7 %  | 4,5 %  |
| інша       | 0,1 %  | 0,1 %  | 0,4 %  | 0,4 %  |

За переписом 2001 року, серед татар України вказали на вільне володіння мовами:
- російською — 93,3 %
- татарською — 50,1 %
- українською — 46,7 %

Вільне володіння мовами серед татар УРСР за даними перепису 1989 р.:
- російською — 95,3 %
- татарською — 61,7 %
- українською — 11,2 %

Вільне володіння мовами серед татар УРСР за даними перепису 1979 р.:
- російською — 94,7 %
- татарською — 63,0 %
- українською — 8,5 %

Вільне володіння мовами серед татар УРСР за даними перепису 1970 р.:
- російською — 92,3 %
- татарською — 72,2 %
- українською — 8,0 %

## Відомі татари України
- Ісмагілов Саїд Валерійович — муфтій Духовного управління мусульман України «Умма».
- Ахметов Рінат Леонідович — український олігарх, бізнесмен. Найбагатша людина України.
- Сафіуллін Равіль Сафович — український політик. Колишній міністр у справах сім'ї молоді та спорту.
- Гатауллін Ірек Фархатович — радянський футболіст та український футбольний функціонер.

Серед впливових людей сучасного українського суспільства багато людей, які мають татарське коріння, зокрема Рінат Ахметов.